# Xã Oquawka, Quận Henderson, Illinois
Xã Oquawka (tiếng Anh: Oquawka Township) là một xã thuộc quận Henderson, tiểu bang Illinois, Hoa Kỳ. Năm 2010, dân số của xã này là 1.997 người.